# 柯比峰
柯比峰（英語：Kirby Cone）是南極洲的山峰，位於瑪麗伯德地，處於密歇根高原西北端，美國地質調查局根據測量和美國海軍拍攝的空中照片繪入地圖，現時由南極條約體系管理。